# Драгаліна (Крістінешть, Ботошань)
Драгаліна (рум. Dragalina) — село у повіті Ботошані в Румунії. Входить до складу комуни Крістінешть.
Село розташоване на відстані 403 км на північ від Бухареста, 37 км на північний захід від Ботошань, 131 км на північний захід від Ясс.

## Населення
За даними перепису населення 2002 року у селі проживали 677 осіб, усі — румуни. Усі жителі села рідною мовою назвали румунську.